# Roth (Bawaria)
Roth – miasto powiatowe w Niemczech, w kraju związkowym Bawaria, w rejencji Środkowa Frankonia, w regionie Industrieregion Mittelfranken, siedziba powiatu Roth. Leży ok. 20 km na południe od Norymbergi i ok. 120 km na północ od Monachium, nad rzeką Rednitz i Roth, przy drodze B2 i linii kolejowej Berlin – Monachium/Augsburg.

## Dzielnice
W skład miasta wchodzą następujące dzielnice: 
| - Barnsdorf - Belmbrach - Bernlohe - Birkach - Eckersmühlen | - Eichelburg - Finstermühle - Harrlach - Heubühl - Kiliansdorf | - Meckenlohe - Obersteinbach - Pfaffenhofen - Pruppach - Rothaurach | - Unterheckenhofen - Untersteinbach - Wallesau - Zwiefelhof |

## Współpraca
Miejscowości partnerskie:
- Czechy: Opawa
- Polska: Racibórz
- Bawaria: Regen

## Osoby urodzone w Roth
- Johann Matthias Gesner, filolog
- Heini Müller, piłkarz
- Anton Seitz, malarz
- Manfred Weiß, polityk